# نيكولاي كوليف (لاعب كرة قدم)
نيكولاي كوليف هو لاعب كرة قدم بلغاري في مركز الوسط، ولد في 29 مارس 1990 في بلغاريا. لعب مع نادي دوبرودزا دوبريتش.

## وصلات خارجية
- نيكولاي كوليف (لاعب كرة قدم) على موقع قاعدة بيانات كرة القدم.إي يو (الإنجليزية)
- نيكولاي كوليف (لاعب كرة قدم) على موقع Soccerway.com (الإنجليزية)